# Guadalupe (Rio de Janeiro)
Guadalupe és un barri de la Zona Nord del municipi de Rio de Janeiro, al Brasil. Limita amb els barris de Anchieta, Deodoro, Marechal Hermes, Ricardo de Albuquerque, Barros Filho, Costa Barros i Pavuna.
Localitzat lluny de les platges de les Zones Sud i Oest, Guadalupe es localitza en el corredor de l'Avinguda Brasil. El barri ja va tenir un parc industrial bastant significatiu, amb indústries com Pimaco, Brasvit i Eternit. Aquestes indústries van donar lloc a grans empreses comercials, supermercats i shoppings.
El seu índex de desenvolupament humà (IDH), l'any 2000, era de 0,810, el 80 millor de la ciutat de Rio.

## Topònim
El nom del barri va ser un suggeriment de Darcy Vargas, muller del president Getúlio Vargas, en homenatge a la patrona d'Amèrica Llatina, Nostra Senyora de Guadalupe, l'església matriu de la qual, a Rio, es localitza en aquest barri.

## Història
Va ser creat com u dels projectes de l'antiga Fundació de la Casa Popular i inaugurat pel president Getúlio Vargas. Destaquen, a Guadalupe, els Iglus de Guadalupe, un conjunt de cases en forma de semiesfera, que semblen iglús, edificats a finals dels anys 1940 en el Carrer Calama.
Durant el govern Vargas, va ser construït un conjunt d'edificis junt a l'avinguda Brasil, amb el nom "Fundação da Casa Popular". El Bloc 19 es troba entre una de les construccions de major llargada en la llista dels edificis més llargs del món.
El Barri de Guadalupe va ser un gran assaig, en el període Vargas, en l'Estado Novo, per a programes d'habitatges populars. Fins i tot el nom del nou barri va ser un suggeriment de la senyora Vargas.
Diversos models de construccions van ser construïts, des dels més convencionals, cases o petits edificis de com a molt 3 pisos, passant per grans complexos i fins i tot cases menys convencionals com les "cases iglú" pel seu format rodó, construïdes en el costat oposat del conjunt Getúlio Vargas i avui pràcticament desaparegudes per la completa inadequació dels iglús a la calor del suburbi.
Alguns dels conjunts d'habitatges van ser correctes i d'altres es van transformar en veritables faveles de formigó armat.

## Dades administratives
En aquest barri, es localitza la seu de la subprefectura de la Zona Nord. Comprèn les regions administratives de Madureira, Anchieta, Pavuna i Vigário Geral.
El barri de Guadalupe forma part de la regió administrativa de Anchieta. Els barris integrants de la regió administrativa són: Anchieta, Guadalupe, Parque Anchieta i Ricardo de Albuquerque.
Limita amb Ricardo de Albuquerque, Anchieta, Pavuna, Costa Barros, Barros Filho, Honório Gurgel, Marechal Hermes i Deodoro. Tots aquests barris tenen estació de tren de la Supervia. No obstant això, Guadalupe no en té.
El barri és només tallat per una línia circular de l'antic Ferrocarril Central do Brasil, actualment concedida a la MRS Logística i a SuperVia, on uneix dos ramals de trens urbans d'aquesta última: el Ramal Japeri i el Ramal Belford Roxo. Aquesta línia, de mercaderies, atén la seu de la cimentera Holcim instal·lada en el barri.